# Cerro Cebollar
Cerro Cebollar är ett berg i Chile.   Det ligger i provinsen Provincia de El Loa och regionen Región de Antofagasta, i den norra delen av landet, 1 300 km norr om huvudstaden Santiago de Chile. Toppen på Cerro Cebollar är 5 691 meter över havet, eller 525 meter över den omgivande terrängen. Bredden vid basen är 3,1 km.
Terrängen runt Cerro Cebollar är bergig österut, men västerut är den kuperad. Trakten runt Cerro Cebollar är nära nog obefolkad, med mindre än två invånare per kvadratkilometer.. Det finns inga samhällen i närheten. 
Trakten runt Cerro Cebollar är ofruktbar med lite eller ingen växtlighet.